# الأسلوب الخراساني

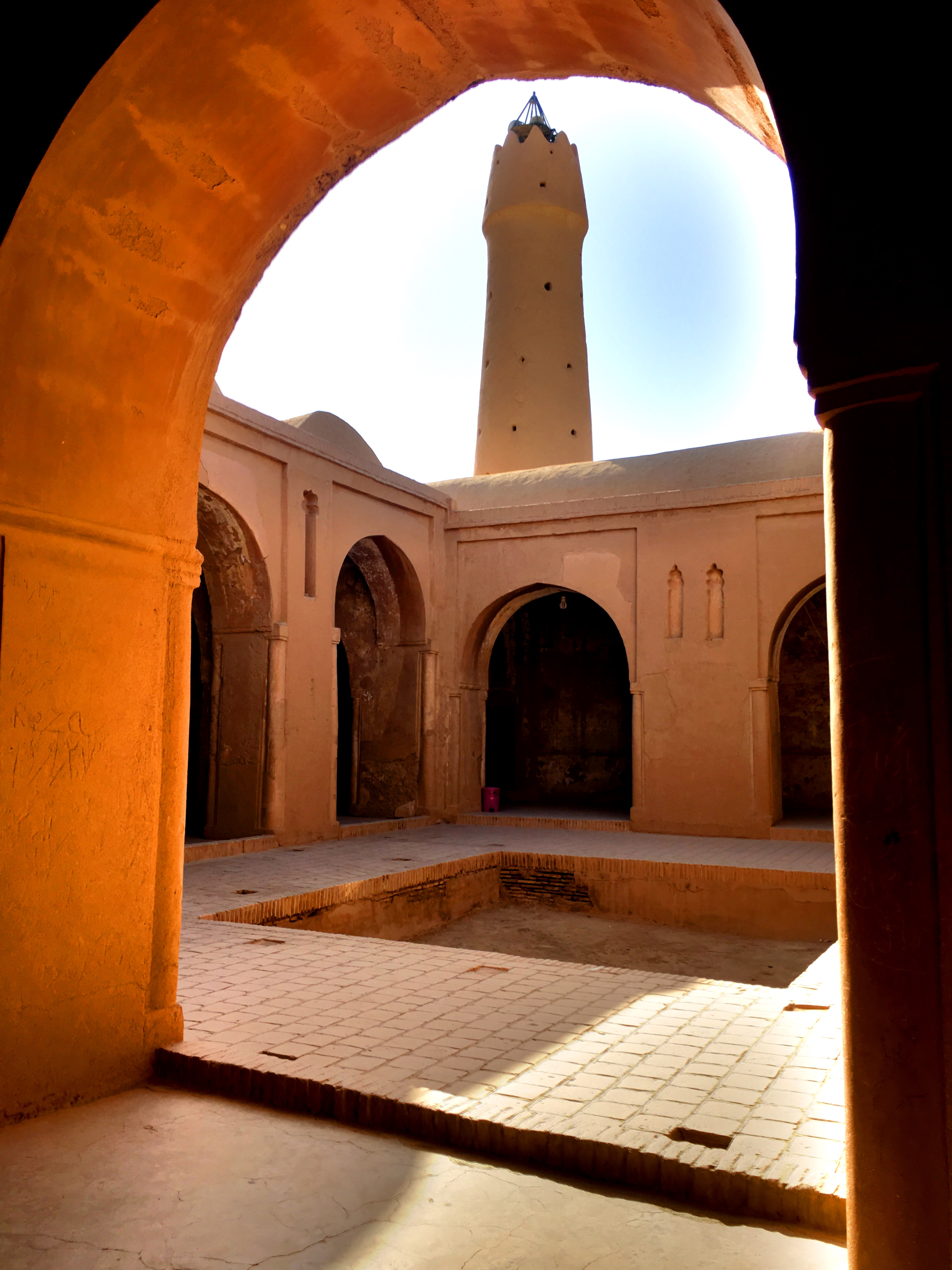
مسجد فهرج

ألاسلوب الخراساني هو أحد أساليب العمارة الإيرانية. بدأ هذا الأسلوب في القرن الأول الميلادي واستمر حتى القرن الرابع. كان التأثير الرئيسي لهذه المدرسة على الفن الساساني ، وخاصةً على شواهد القبور مثل آفون مادينين وقوس الكسرة. بهذه الطريقة ، تكون المساجد في شكل رث أو سمان. الأقواس بيضاوية الشكل ، والمساجد بسيطة للغاية في ذاك العصر. من مباني هذه الفترة ، يمكن أن نشير إلى مسجد الفراج ومسجد دامغان التاريخي (دامغان خديخانة دامغان).
تم تنفيذ العمارة العربية الإسلامية لأول مرة في خراسان في القرن الأول الميلادي. استمر هذا النمط حتى القرن الرابع الميلادي ، واعتبره استمرارًا لأسلوب الحفلات.على غرار الخراساني ، يكون القوس بيضاوي الشكل ، ويستخدم بالفعل في المساجد الإسلامية المبكرة.هذا النمط من الهندسة المعمارية لديه ريشة وصحن. على غرار الخراساني ، بنوا المبنى بأقصر وقت ممكن ، وتجنبوا التسعير والديكور المكلفين ، وحتى المؤتمرات القريبة من السقف لم تجعل الأمر بسيطًا للغاية.استخدم المهندسون المعماريون مواد رخيصة وبسيطة خلال هذه الفترة. السمات الرئيسية لهذا النمط تشمل البساطة أيضا. إن استخدام المواد الأصلية في تشييد المباني ، وخاصة الطوب ، والخطة المستطيلة ، والصحن والشاهيلوتون ، هو بناء قصر وقبة ، بتصميم عربية وبناء إيراني. 

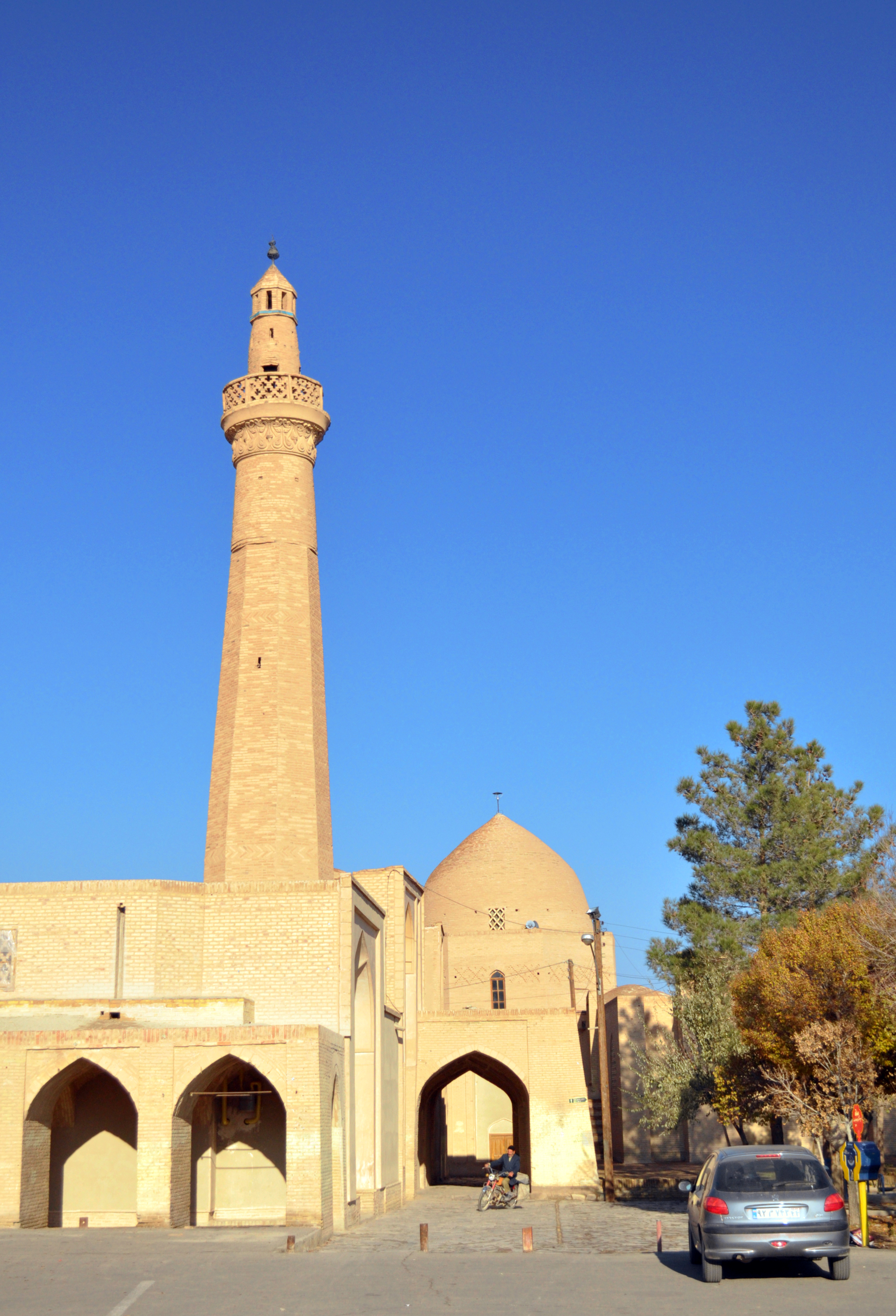

## بعض الأعمال

مسجد نايرز العظمى

- مسجد جامع فهرج
- مسجد تاریخانه دامغان
- مسجد جامع کبیر نی‌ریز